# ایزد باد
وای یا وایو، ایزد باد در ایران بوده و یکی از کهنترین خدایان دوران هند و ایرانی است. نامش به همین گونه هم در اوستا و هم در وداها وجود دارد و در دوران یگانگی این دو، ایزدی بوده که بر پهنه میان گنبد آسمان و روی زمین فرمان می‌رانده‌است. ناگفته نماند که در
متن‌های کهن ایرانی بیشتر نام اندروا (تهی، فضای خالی) به جای وای کاربرد دارد. در ویسپرد او به همراه عناصر دیگری مانند آسمان و دریای فراخ‌کرت که نماد تهی و پهناور بودن هستند، ستوده شده‌است.
وایو چهره‌ای دوگانه دارد، خوب و بد زیرا باد از هر دو جهان نیک و بد می‌گذرد. او نیکوکار است و و هم‌زمان می‌تواند با نیروی ویرانگر خود همه‌چیز و همه‌کس را نابود کند. در اسطوره‌های سایر تمدن‌ها با نام‌های دیگر حضور دارد. در تمدن هندی هم وجود دارد و در اسطوره‌های هند از نفس غول جهانی و روان‌های خدایان پدید آمده‌است. در اسطوره‌های ایران وایو نماد بی سویگی است و در تهیگی و خلأ میان دنیای نور و تاریکی جاری است. هم آفریننده مرگ است و هم زندگی‌بخش و هم برای اورمزد و هم برای اهریمن قربانی می‌کند.

## نام‌شناسی
وای یکی از دیرپاترین واژه‌های زبان فارسی است. بازماندهای این واژه در فارسی میانه (وات/ واد)، در زبان امروزین ما به نام «باد» کاربرد دارد. همچنین خودِ واژه وای گمان می‌رود همان است که در شبه جمله‌هایی مانند «ای وای»، و «وای بر تو» همچنان بازمانده است.
نام وای در بخش گاتاهای اوستا با این که اشاره‌ای به ایزد وای ندارد به شکل (at vê vayôi) آماده است که می‌گوید اگر از مغان روی برتابید، سرانجام بانگ وای و دریغ و افسوس برخواهید آورد.

در اردیبهشت یشت، در آنجا که اهریمن از هماورد خویش به تنگ می‌آید، می‌گوید:
«اهریمن تباهکار گفت: وای بر من از (دستِ) اردیبهشت.»

این سخن اهریمن را باید در کنار این اشارهٔ رام‌یشت دید که می‌گوید نام وای را باید به هنگام رویارویی با دشمنی تشنه به خون، و زمانی که کسی دربند دشمن شده‌است، برخواند. گفتار «وای بر من» هم گمان می‌رود از همین جایگاه برخاسته است. تا جایی که گزارش یاد شده به قرآن هم راه یافته‌است. چنان‌که در آیهٔ دوم از سورهٔ ابراهیم می‌خوانیم که:
«... وَوَیْلٌ لِّلْکافِرِینَ مِنْ عَذَابٍ شَدِیدٍ…»، یعنی وای بر کافران از شکنجهٔ سخت. واژه «وَیل» که همچون
تدبیری بلاغی بارها در قرآن به کار رفته، و به معنی زنهار دادن و هشدار دادن، همراه با افسوس بوده‌است. تمام مفسران و مترجمان صدهای نخست اسلامی این گفتار را در فارسی به «وای بر…»
برگردانده‌اند. این واژه وام‌گیری‌ای از واژه وایِ فارسی است که در زبان عربی دگرگون شده و
به ریخت ویل درآمده است.

## معرفی

### ایزدان
پس از اینکه اورمزد کار آفرینش امشاسپندان را به پایان می‌رساند، ایزدان را می‌آفریند که نیروهای رویارو دیوان هستند.
شماری از ایزدان باستانی هستند و پیش از زرتشت جایگاه خدایی داشتند، مانند مهر، ناهید، وای تیشتر، بهرام و رپیثوین. دسته‌ای دیگر از ایزدان با آیین دینی ارتباط دارند، مانند ایزد آتش و ایزد هوم. برخی دیگر از ایزدان نمادهای طبیعت هستند، مانند ایزد آسمان و خورشید.
خدایان سلسله‌مراتبی دارند؛ برخی ارزش بیشتر و برخی دیگر از ارزش و خویشکاری کمتری برخوردارند. اما این جستار مایه نازیدن ایزدی بر ایزد دیگر نشده‌است و ایزدان کم‌رنگتر به‌هیچ‌روی کوچک و خوار شمرده نمی‌شوند.

### ایزد وایو

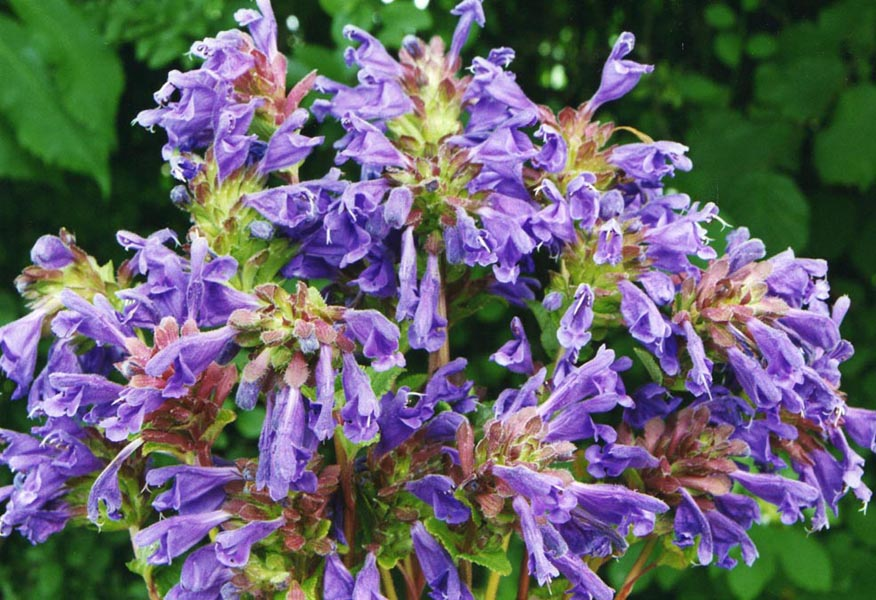
گل بادرنگ‌بویه نماد ایزد وایو است.

وایو vayu یا وایوی دوگانه یا دیو وایو یا وای‌بُد از ایزدان بسیار کهن ایرانی و خدای باد است. وایو چهره‌ای دوگانه دارد، خوب و بد، زیرا باد از هر دو جهان نیک و بد می‌گذرد.
وایو یکی از خدایان اسرارآمیز هندواروپایی است. او نماد باد است که در تندباد مرگ و در ابر باران‌زا زندگی را به ارمغان می‌آورد. در ایران از او به دو ریخت نیک و بد یاد می‌کنند؛ که اورمزد و دیگر خدایان برای جنبه نیک او قربانی می‌کنند. ایزد وایو گردونه‌ای زرین دارد و خدایی نیرومند، فراخ‌سینه، جنگجویی سهمناک، دلیر، تیزرو و پیروز شونده گزارش شده‌است. او زمانیکه جامه نبرد بر تن دارد، با سلاح زرین خود به دنبال کردن دشمنانش می‌پردازد و اهریمن را نابود می‌کند و از آفرینش اورمزد پاسداری می‌کند. وایو نماد آسمانی ارتشتاران است و تن‌پوش ارغوانی ارتشتاران‌سالاری را به تن دارد. همان‌گونه که اورمزد در بالا و روشنی فرمانروایی می‌کند، اهریمن نیز در پایین‌ترین و تاریکی فرمانروایی می‌کند و وایو در میان این دو و در خلأ فرمانروایی می‌کند.
وایو گونه‌ای مفهوم بی‌طرفی و دوپهلویی دارد، زیرا وایو هم در گروه ایزدان و هم در دسته اهریمنان قرار می‌گیرد؛ به سخن دیگر، ایزد وایو دو روی دارد، روی زندگی‌بخش و روی مرگ‌آفرین. او هم نخستین دمی است که زندگی با او آغاز می‌شود و هم واپسین دمی است که مرگ را با خود به همراه می‌آورد.

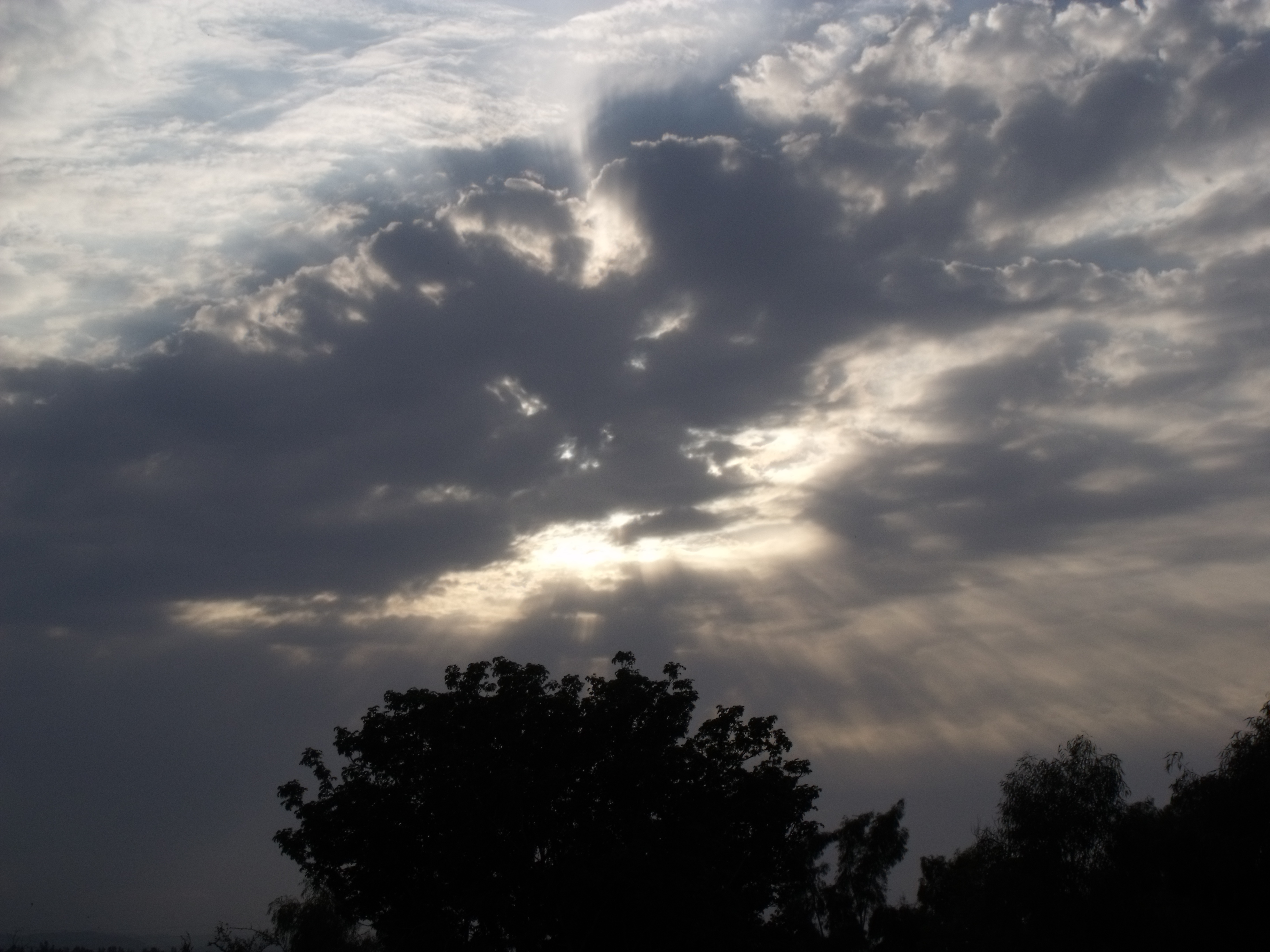
آسمان ابری خوزستان.

بسیاری بر این باور اند که وایو تنها یک سویه سرشتین داشته‌است با دو سیمای وارون ــ نیکوکار و شوم ــ و پیدا کردن دو جنبهٔ شخصیتی وایو حاصل تفکر متأخر است. وایو را ایزدی هراس‌انگیز و با سرشتی سنگدل پندار می‌کنند که هیچ‌کس از یاری‌اش ناگزیر نیست، ولی اگر چنان‌که شایسته اوست خشنودش کنند، در یورش‌ها به یاری آدمیان می‌شتابد، همان‌گونه که باد از سرزمین‌های نیک و بد گذر می‌کند. این شخصیت می‌تواند هم پیونددهنده و هم نابودکننده باشد.
فروزه بنیادین او در متون پهلوی «دیرنده‌خدای» یا «دیرنگ‌خدای» است یعنی کسی که فرمانروایی درازمدت دارد و در مواردی ایزد رام همسان او شده‌است.
همچنین در برخی بن مایه‌ها او را با ایزد باد یکی دانسته‌اند.
سویه اهریمنی این ایزد وایوی بدنام دارد که روان درگذشتگان را در اختیار دارد و اوست که جان را از تن جدا می‌کند.

## ایزد وایو در اوستا

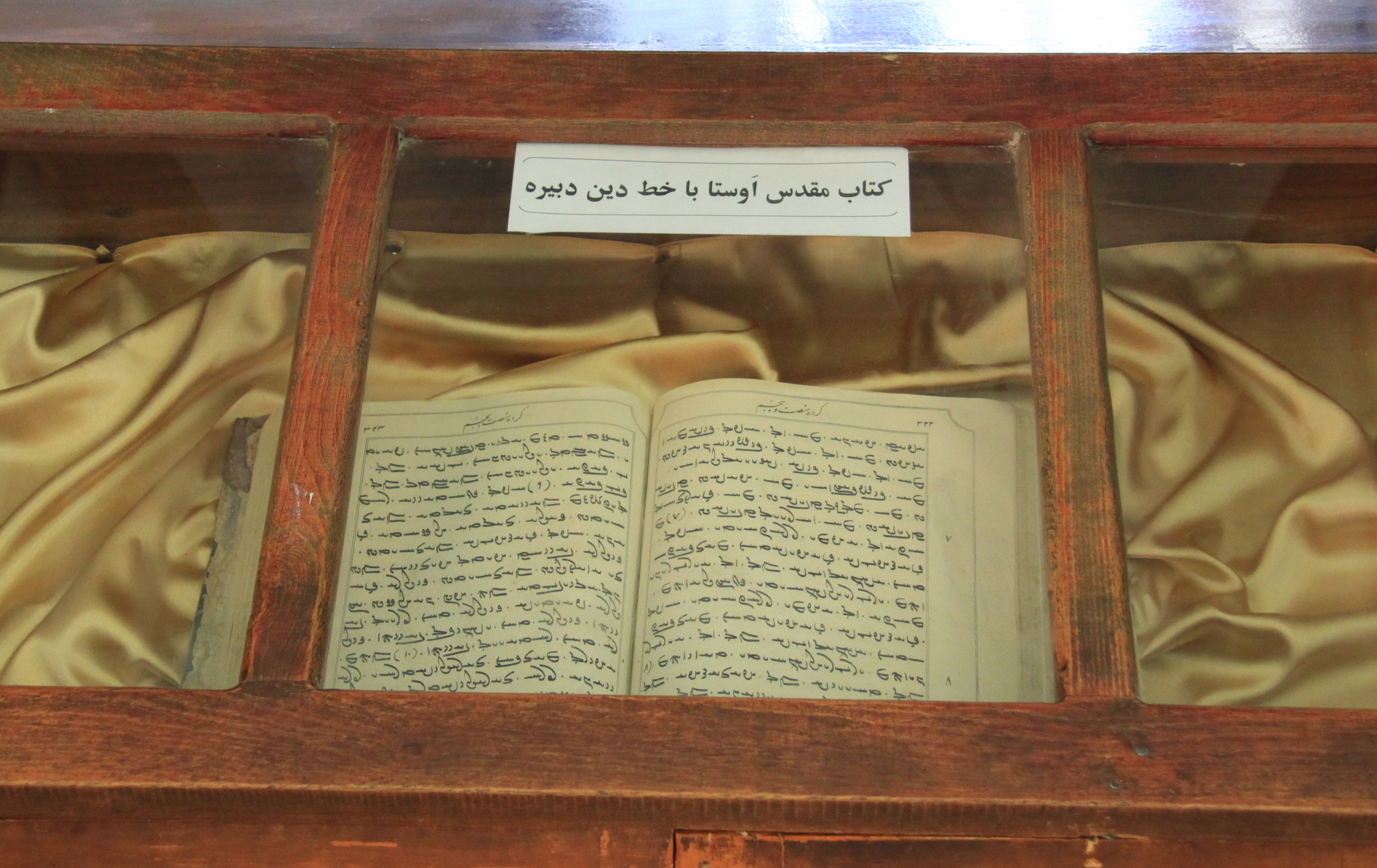
یک نسخه از نسک سپنتای اوستا به دین دبیره.

در اوستا نام وای یا وایو در چندین جا به چشم می‌خورد. نکته چشمگیر آن که این نام در گاهان وجود ندارد و از این رو برخورد زرتشت با آن به رفتارش با مهر همانند بوده‌است. چنین می‌نماید که تصور منفی از وای و دیو بودنش در استوره‌های کهن ایرانی دست آویزی که شده‌است زرتشت او را نادیده بگیرد، و از ایزدکدهٔ خود براند. با این همه مغانِ پسین، او را هم مانند مهر و بهرام به زمینهٔ زرتشتی راه دادند و برای آن که میان سویهٔ تاریک و نیک وی تمایز قایل شوند، به دو گونه باد اشاره کردند: وای بِه، و وای بد. تا جای که در اوستای نو وای را در کنار سایر ایزدان کهن ایرانی می‌بینیم. یکی از یشتها که رام‌یشت خوانده می‌شود، سراسر به ستایش او اختصاص یافته‌است. القاب وای در اوستا آمیختهای از عناصر مثبت و منفی را در بر می‌گیرد. در رام‌یشت فهرستی بلند از ویژگیهای او را می‌خوانیم، وای تنومند و نیرومند (تَخمو)، قوی (اَئوچَه)، تندرو (اَئورْوَه)، بر همگان چیره شونده، پیش رونده، پس رونده، دلیرترین، سخت، دیوستیز، خیزاب‌آور، زبانه کشَنده، بسیار فرهمند، یابندهی فره، استوار، زبردست، دیدهبان آفریدگان و چابک‌دست است. با این همه او را زیانرسان، سنگدل، آزمند، شکارچی، به چنگ آورندهی آفریدگان و مرگبار هم خوانده‌اند؛ و چنین آمده که می‌توان از اژدها و راهزن و سپاهی زیناوند گریخت، اما فرار کردن از وای ناشدنی است.

## ارتباط وای با زروان

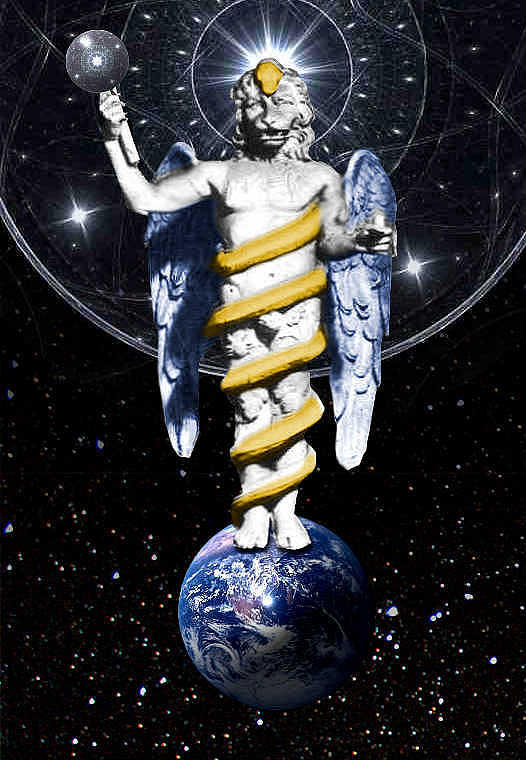
ایزد زروان خدای زمان موجودی دوگانه شبیه به ایزد وای نیمی خیرخواه، و نیمی شر است.

یکی از لقب‌های ایزد وای، زروان‌داد به معنی آفریدهٔ زروان است. و این به چرایی همانندی ویژگی ایزد وای با زروان در دوگانگی است. به نگر می‌رسد خاستگاه این فروزه خاورایران باشد چرا که مردم ساکن شرق ایران ایزد وای را آفریننده و نگهبان پل چینوت می‌دانستند. این نقش، یعنی آفریدن و نگهبانی پل چینوت بر می‌گردد به خویشکاری ایزد وای که او را پشتیبان و آرام بخش روانهای درگذشته می‌دانستند و باور داشتند این ایزد روان‌های درگذشتگان را در سفرشان به آسمان همراهی می‌کند. آشکارست شناخت این ایزد همچون خدایی برای فضای میانی بین آسمان و زمین، این نقش یا این خویشکاری را برای او ایجاد می‌کند بطوریکه او نه تنها روان‌ها، که پیشکش‌های نمازگزاران و نیایش‌های آنها را هم به ایزدان دیگر می‌رساند. او دروازه‌بان آسمانست و بارها همراه دامویش اوپَمَن، که ایزد دربردارنده پیام‌ها و نمازهاست ستوده شده‌است. اما در غرب ایران از ایزد باد تعریف دیگری داشتند. آنها ایزد وای یا وایو را نماینده پهنه آسمان یا فضا و مکان می‌دانستند که با درنگ خدای یعنی بازه زمانی دوازده هزارسالهٔ تاریخ گیتی و به ویژه با ثواشَه در پیوند است. ثواشه به معنی مکان است و در اوستا همواره با زروان و زمان همراهست. از شکل قرار گرفتن ثواشه با وای در یک عبارت و جمله آشکارست که ثواشه یک واژه هم‌معنی برای وای است.